# Milyj, dorogoj, ljubimyj, edinstvennyj...
Milyj, dorogoj, ljubimyj, edinstvennyj... (Милый, дорогой, любимый, единственный…) è un film del 1984 diretto da Dinara Asanova.

## Trama
Il film racconta di un uomo di nome Vadim che incontra una giovane donna con un bambino e accetta di darle un passaggio per l'aeroporto. Lungo la strada, gli racconta del suo amante, per il quale farà tutto il possibile, e Vadim capisce che è diventato un partecipante al gioco di qualcun altro.